# Lepthyphantes subtilis
Lepthyphantes subtilis là một loài nhện trong họ Linyphiidae.
Loài này thuộc chi Lepthyphantes. Lepthyphantes subtilis được Andrei V. Tanasevitch miêu tả năm 1989.